# Sociedad Deportiva Hullera Vasco-Leonesa
La Sociedad Deportiva Hullera Vasco-Leonesa fue un club de fútbol español de la localidad de Ciñera, La Pola de Gordón (León). Fue fundado en 1950 y refundado en 1999. Desapareció en 2013.

## Historia
El Club Deportivo Hullera se fundó en 1950, con el nombre de la sociedad minera Hullera Vasco-Leonesa. En la temporada Segunda división B española temporada 94-95 el equipo, entrenado por Belarmino López, debuta en la 2.ªB, jugando una categoría por encima que la Cultural y Deportiva Leonesa. En esta categoría duró solamente una temporada. El club fue refundado en 1999 como Sociedad Deportiva Hullera Vasco-Leonesa. Desapareció en 2013.

## Escudo

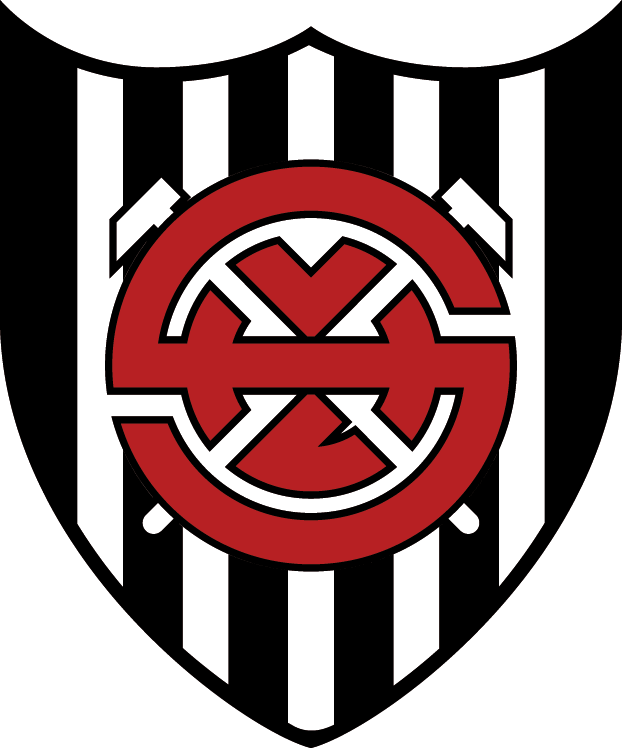

## Uniforme
- Uniforme titular: Camiseta blanca, pantalón negro y medias blanqui-negras.

- Uniforme visitante: Camiseta azul, pantalón azul y medias azules

## Estadio
Polideportivo Santa Bárbara, con capacidad para 2500 personas.

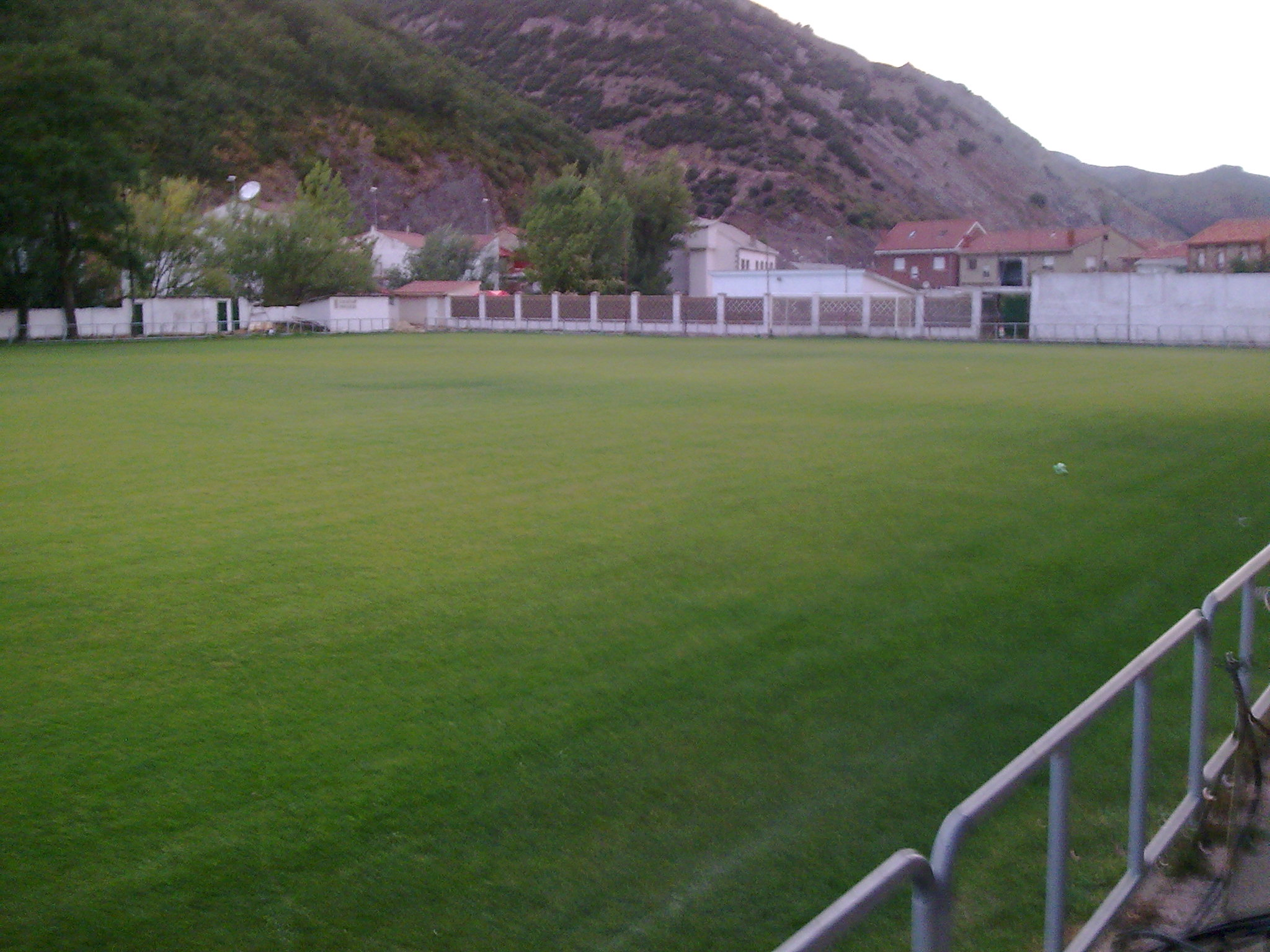

## Temporadas del club
- Temporadas en 1ª: 0
- Temporadas en 2ª: 0
- Temporadas en 2ªB: 1
- Temporadas en 3ª: 32
- Participaciones en Copa del Rey: 4
- Mejor puesto en la liga: 20.º (Segunda división B española temporada 94-95)
- Puesto actual clasificación histórica de 2ªB de España: 371
- Puesto actual clasificación histórica de la 3ª División de España: 191
- Mayor victoria en liga como local en 2ªB: S.D. Hullera Vasco-Leonesa 2-0 S.D. Guernica (temporada 94-95)
- Mayor derrota en liga como local en 2ªB: S.D. Hullera Vasco-Leonesa 0-4 Deportivo Alavés (temporada 94-95)
- Mayor victoria en liga como visitante en 2ªB: C.D. Tudelano 1-2 S.D. Hullera Vasco-Leonesa (temporada 94-95)
- Mayor derrota en liga como visitante en 2ªB: Baracaldo C.F. 6-0 S.D. Hullera Vasco-Leonesa (temporada 94-95)

### EstadísticasSegunda Divión B
| Torneo                  | PJ | PUNTOS | PG | PE | PP | GF | GC | DG  |
| ----------------------- | -- | ------ | -- | -- | -- | -- | -- | --- |
| Partidos en casa        | 19 | 15     | 3  | 9  | 7  | 14 | 23 | -9  |
| Partidos como visitante | 19 | 2      | 1  | 0  | 18 | 10 | 63 | -53 |
| Total                   | 38 | 17     | 4  | 9  | 25 | 24 | 86 | -62 |

### EstadísticasTercera División
| Torneo | PJ   | PUNTOS | PG  | PE  | PP  | GF   | GC   | DG   |
| ------ | ---- | ------ | --- | --- | --- | ---- | ---- | ---- |
| Total  | 1132 | 1183   | 401 | 249 | 482 | 1516 | 1781 | -265 |

### Participaciones enCopa del Rey
| Temporada | Ronda         | Rival           | Local | Visitante | Global |  |
| --------- | ------------- | --------------- | ----- | --------- | ------ |  |
| 1969-70   | Primera ronda | UP Langreo      | 1-0   | 1-5       | 2-5    |  |
| 1991-92   | Primera ronda | SD Ponferradina | 1-1   | 0-4       | 1-5    |  |
| 1993-94   | Primera ronda | UD Salamanca    | 0-1   | 0-5       | 0-6    |  |
| 1994-95   | Primera ronda | UP Langreo      | 0-0   | 1-3       | 1-3    |  |